# Adolfo Cetto
Adolfo Cetto (Selva di Levico, 20 febbraio 1873 – Trento, 31 dicembre 1963) è stato un bibliotecario italiano.
Adolfo Cetto fu un bibliotecario e letterato italiano. Cultore e promotore degli studi storici locali, fu tra i fondatori della Società di studi trentini di scienze storiche, di cui rivestì la carica di presidente. A lui si deve la prima storia della Biblioteca comunale di Trento, pubblicata a Firenze nel 1956.
È stato il padre di Bruno Cetto, stimato e celebre micologo italiano.

## Opere
- La Biblioteca Comunale di Trento nel centenario della sua apertura, Firenze 1956